# جيمي فيليبس
جيمي فيليبس (بالإنجليزية: Jimmy Phillips)‏ (8 فبراير 1966 ببولتن في المملكة المتحدة - ) هو مدرب كرة قدم ولاعب كرة قدم بريطاني في مركز الدفاع. لعب مع أكسفورد يونايتد وبولتون واندررز ونادي رينجرز ونادي ميدلزبره.

## وصلات خارجية
- جيمي فيليبس على موقع قاعدة بيانات كرة القدم.إي يو (الإنجليزية)
- جيمي فيليبس على موقع Soccerbase.com (لاعب) (الإنجليزية)
- جيمي فيليبس على موقع عالم كرة القدم.نت (الإنجليزية)